# Румерике (тунель)
59°54′20″ пн. ш. 10°47′40″ сх. д. / 59.905625° пн. ш. 10.794444° сх. д.
Тунель Румерике (норв. Romeriksporten) —  залізничний двоколійний тунель, завдовжки 14580 м у Норвегії між Осло та Ліллестрем. Це найдовший залізничний тунель в Норвегії, утворює першу дистанцію лінії Гардермуен. Тунель двоколійний, електрифікований, що дозволяє рух зі швидкістю до 210 км/год.
Будівництво було розпочате в 1994 році, завершене 22 серпня 1999 року. За час будівництва кошторисна вартість збільшилась з 0.5 млрд. норвезьких крон до NOK 1.8 млрд.
Тунель дозволив скоротити час проїзду між Осло та Ліллестремом з 29 до 12 хвилин